# Ompu Raja Hutapea Timur
Ompu Raja Hutapea Timur is een bestuurslaag in het regentschap Toba Samosir van de provincie Noord-Sumatra, Indonesië. Ompu Raja Hutapea Timur telt 1064 inwoners (volkstelling 2010).